# Fusil Enfield Pattern 1853
Le fusil militaire britannique Enfield Pattern 1853 est un rifle musket (fusil à poudre noire, à un coup, se chargeant par la bouche, à canon rayé et à mise à feu par capsules de fulminate de mercure) produit par l'Arsenal royal d'Enfield (et des industriels sous-traitants) entre 1853 et 1867.
Ce modèle, aussi connu sous les dénominations Enfield Pattern 1853 Rifle-Musket, Pattern 1853 Enfield, P53 Enfield, et Enfield Rifle-Musket est, comme les fusils équipant plusieurs puissances de l'époque, un dérivé du fusil Minié français de 1850. Il remplace le fameux mousquet Brown Bess et sera transformé en fusil Snider-Enfield à chargement par la culasse.

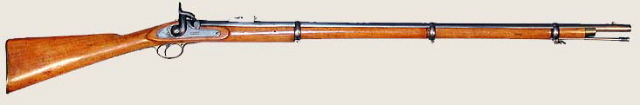
1,5 million d'exemplaires du fusil militaire Enfield P53 furent produits par l'Arsenal royal d'Enfield et des sous-traitants entre 1853 et 1867. Ce rifle musket fut distribué aux troupes de l'Empire britannique et vendu (bien davantage au Sud qu'au Nord) en Amérique pendant la Guerre de Sécession. Il fut aussi utilisé (en petit nombre) au Japon lors de la guerre de Boshin.

## Histoire et Évolution

### L'agonie prolongée deBrown Bess
Le mousquet Brown Bess a eu un long règne (1722-1860), ainsi que ses variantes, qui étaient comme lui munies d'une batterie à silex et d'un canon lisse de calibre approximatif .753, tirant une balle ronde de diamètre inférieur (.710, soit 18 mm). Quand la nécessité de moderniser l'arme d'épaule des troupes de Sa Majesté devient évidente, les Brown Bess sont transformées pour la mise à feu par percussion d'une capsule : c'est le fusil Enfield Pattern 1842.
Puis il faut adopter la nouvelle balle Minié : ceci amène les Britanniques à concevoir un rifle musket (toujours à poudre noire et à un coup, mais à canon rayé, et de calibre .702) : le fusil Enfield Pattern 1851.

### L'Enfield Pattern 1851
Le fusil Enfield Pattern 1851, de calibre .702, n'est produit par l'Arsenal royal d'Enfield (dans la vallée de la Lea, une banlieue au nord de Londres) que pendant 2 ans, jusqu'à ce qu'on se rende compte que les balles de petit calibre issues d'un canon rayé ont une trajectoire plus tendue, donc plus de précision (tout en ayant encore assez de pouvoir vulnérant) que les balles de plus gros calibre.
On opte alors pour un fusil de calibre .577 peu différent de celui des autres puissances européennes qui ont adopté elles aussi des copies du fusil Minié. Le fusil Enfield Pattern 1853 est alors conçu… 
Et encore cette politique sinueuse inspirée au British Ordnance System par le conservatisme et l'esprit d'économie a-t-elle été simplifiée par un incendie survenu à la tour de Londres en 1841 : un gros stock de vénérables et indestructibles Brown Bess (de calibre .753) qui pouvaient être transformées a alors définitivement disparu. Mais sur le terrain (et en particulier pendant la guerre de Crimée) les soldats britanniques utiliseront longtemps des projectiles de calibre différent, ce qui est une aberration sur le plan logistique.

### Le fusil Enfield P.1853
Le fusil Enfield P.1853 a grosso modo la même longueur que le fusil à canon lisse qu’il remplace : 55 pouces (140 cm). Comme la formation de tir était habituellement en rangs, on cherchait en effet à l’époque à voir les bouches des fusils du 2e rang dépasser la tête des soldats du 1er rang. Par ailleurs le « manche de la baïonnette » devait être assez long, en particulier afin qu’un fantassin puisse atteindre un cavalier.
Le canon de calibre .577 (15 mm) avait 39 pouces (99,2 cm) de long, et comportait trois rayures internes au pas de 1:78. Il était fixé au fût par trois grenadières de métal (bands), et le fusil était parfois désigné comme three-bands rifle pour le différencier du modèle two-bands plus court.
La cartouche de papier gras contenait 68 grains (4,4 g) de poudre noire, et la balle Minié (appelée Pritchett ou Burton en Grande-Bretagne), en plomb, pesant 530 grains (34,3 g) atteignait environ 900 pieds par seconde (300 m/s) à la bouche.
La mire ajustable du fusil Enfield P.53 était graduée pour 100 yards (« distance de combat »), 200, 300 et 400 yards. De plus elle était doublée d’une mire pliante (de forme variable selon les versions) dotée d’une échelle graduée pour les distances de 900 à 1 250 yards. En effet les soldats de métier de l’armée britannique étaient régulièrement entraînés à tirer à 600 et à 900 yards sur une cible de 6 × 2 pieds (approximativement les dimensions d’un homme debout). Au centre de cette cible le blanc (bull’s eye) avait 2 pieds de diamètre (et comptait 2 points) pour le tir à 600 yards, et 3 pieds de diamètre (et comptait 3 points) pour le tir à 900 yards. Les tireurs d’élite étaient ceux qui arrivaient à totaliser 7 points sur 20 coups.
Tous les fusils Enfield P.53 (ainsi que leurs versions courtes ultérieures) n'ont pas été fabriqués par l'Arsenal royal d'Enfield, mais aussi par des sous-traitants (comme Corbett pour la platine, Turner & Sons pour le canon…), puis examinés, essayés et acceptés par le War Department.

### La succession: le fusil Snider-Enfield
À partir de 1867, le P53 est progressivement transformé en Snider-Enfield à chargement par la culasse grâce au système inventé par l'Américain Jacob Snider.

## La guerre de Crimée

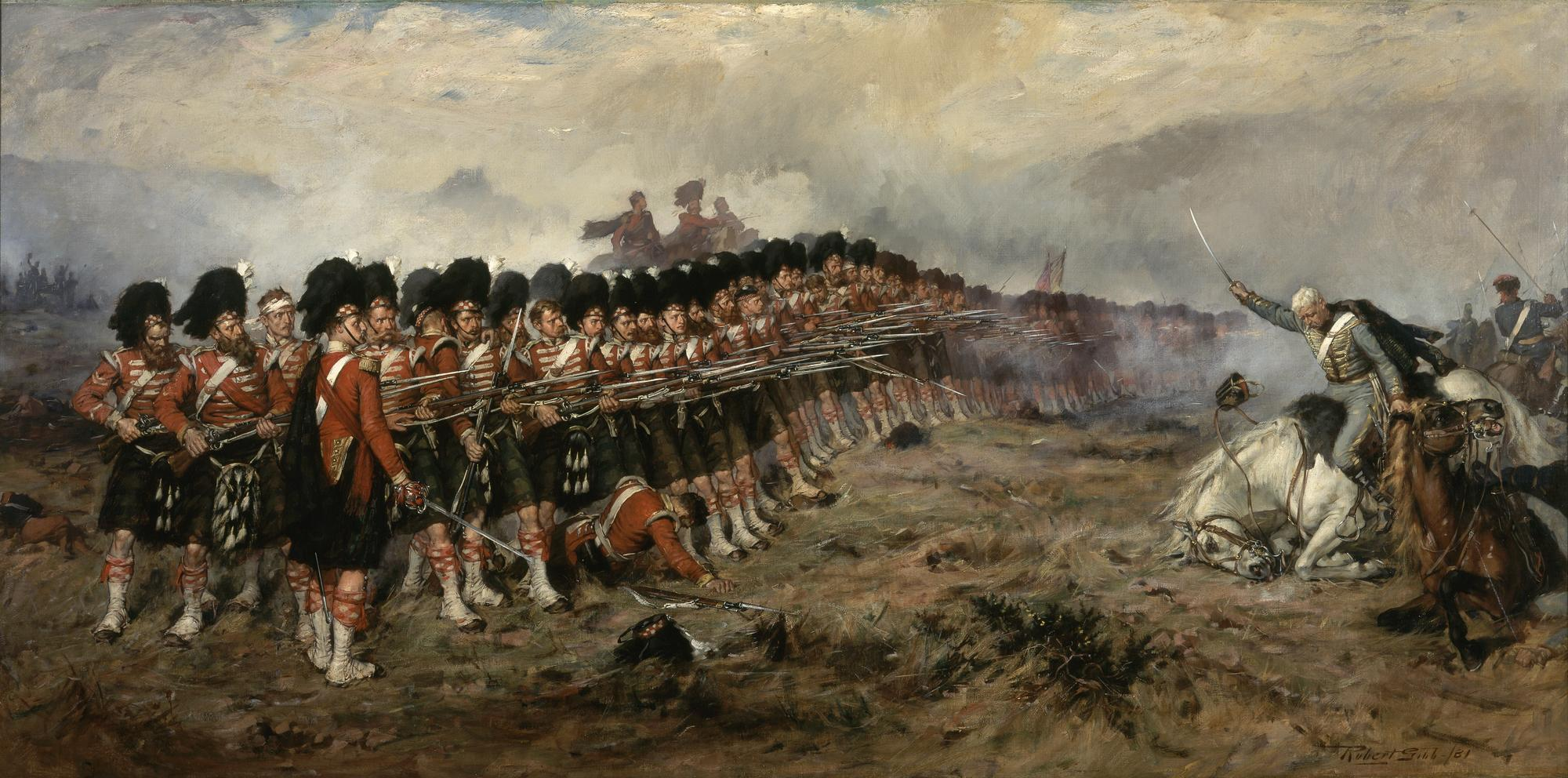
Le 25 octobre 1854, à la bataille de Balaklava, vallée sud, The Thin Red Line, « la mince ligne rouge » des justaucorps des highlanders de Sutherland (d'infanterie britannique) et quelques soldats turcs sont le seul obstacle entre les troupes russes et la base navale mal défendue de Balaklava. Sans former le classique carré d'infanterie, les highlanders en ligne détournent le flot de la cavalerie russe de deux décharges de leurs muskets (la première décharge, tirée de trop loin, est inefficace). Pour ce tir d'arrêt à faible distance, un gros calibre comme la Brown Bess modifiée ou le P.51 convenait mieux qu'une arme de précision de plus petit calibre comme le P53 Enfield, qui n'arriva d'ailleurs en Crimée qu'en février 1855…

Entre octobre 1853 et février 1856), la Grande-Bretagne était en plein processus de transformation de son fusil militaire, et passait du Brown Bess Pattern 1842 à percussion et canon lisse de calibre 0.753 (19,2 mm) au rifle musket à canon rayé P.51, de calibre presque identique. Aussi, alors que la plupart des soldats de l’empire britannique étaient encore dotés du P.1842, trois régiments sur quatre de la force expéditionnaire britannique en Crimée reçurent le fusil Minié britannique Pattern 1851, un rifle musket de transition.
C'est en février 1855 que le fusil Enfield Pattern 53 est enfin distribué aux troupes britanniques, ce qui aboutit au fait qu'en Crimée les Britanniques sont donc dotés de trois fusils différents : le Brown Bess transformé en Pattern 1842 Musket à canon lisse (balle ronde de calibre .71), le P.51 (balle Minié de calibre .702) et le nouveau P.53 (balle Minié de calibre .577).

## Larévolte des cipayesde 1857

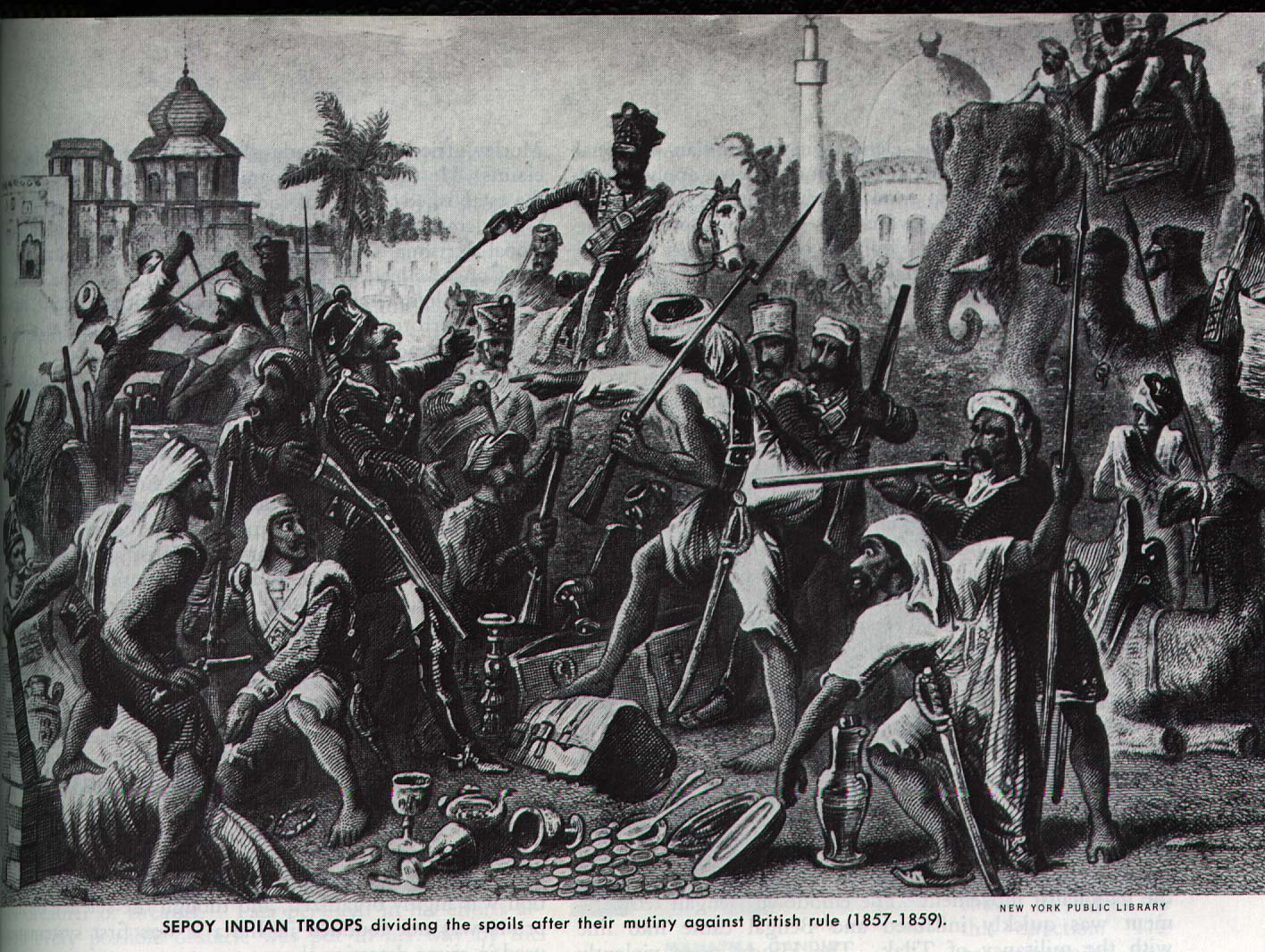
La gravure montre des insurgés qui se disputent du butin, alors que (à gauche) des Britanniques résistent encore sur une barricade. Au centre, un insurgé tient un Enfield muni de sa baïonnette, d'autres manipulent des fusils de chasse de gros calibre ou des Brown Bess India Pattern, un cipaye est coiffé d'un shako. L'architecture, un éléphant et deux dromadaires ajoutent à l'exotisme de la scène.

Le nouveau mode de chargement de fusil Enfield P53 fut une des causes déclenchantes de la « Grande Mutinerie » : parmi les cipayes levés par la Compagnie britannique des Indes orientales se répandit une rumeur selon laquelle le papier de la cartouche et la balle elle-même étaient enduits de lard de porc ou de suif de bœuf. Or les tireurs devaient déchirer avec les dents le papier graissé de la cartouche, et même, si la graisse lubrifiant la balle était sèche ou fondue, ils devaient humecter le projectile avec leur salive avant de l'enfoncer dans la gueule du canon. Il y eut un mouvement d'horreur parmi les cipayes : ceux de religion musulmane abhorraient le porc – tandis que les hindouistes adoraient la vache et pensaient qu'en manger est une faute gravissime compromettant définitivement le saṃsāra.
Les officiers à qui les hommes allèrent se plaindre leur proposèrent de fabriquer eux-mêmes leurs cartouches en les graissant avec des corps gras autorisés par leur religion, ce qui revenait à admettre que les cartouches anglaises qu'ils utilisaient depuis près de 100 ans contenaient bel et bien de la graisse de porc ou de bœuf…
On proposa aussi aux cipayes de déchirer dorénavant les cartouches à la main. Mais les soldats indigènes objectèrent alors que leurs maîtres britanniques les entraînaient quotidiennement à charger leurs armes à la cadence très rapide de trois, voire quatre coups par minute (un des facteurs qui avaient rendu leur troupe invincible depuis 100 ans), et qu'ils étaient de ce fait tellement entraînés à déchirer la cartouche avec les dents que, dans le feu de l'action, ils allaient fatalement revenir aux vieilles habitudes et contaminer leur bouche. L'indifférence et l'entêtement que les cipayes rencontrèrent alors chez leurs officiers anglais (qui, dans la structure sociologique de leurs corps, étaient l'équivalent de patriarches) les incita à se révolter.

## Pendant lesguerres maories(1845-72)
Cette guerre de Nouvelle-Zélande (précédée par les guerres des mousquets inter-tribales résultait de l'obtention d'armes à feu par les Maoris).
Les régiments de la British Army présents sur les îles, la milice coloniale, les corps de volontaires, et par la suite la New Zealand Armed Constabulary furent largement pourvus de fusils Enfield P53 dès le milieu du conflit et jusqu'à sa fin. Le 58th Regiment et le 65th Regiment stationnés sur les îles le reçurent quant à eux en 1858.
Beaucoup de fusils Enfield parvinrent entre les mains des Maoris insurgés, soit par l'intermédiaire de tribus fidèles qui en reçurent, soit directement vendus par des trafiquants d'armes.
Après l'introduction du nouveau fusil Snider-Enfield, les surplus de fusils Enfield P53 furent vendus au public, et devinrent des armes de chasse et de tir très appréciées, et ceci jusque bien après la diffusion d'armes à chargement par la culasse de cartouches métalliques.

## Pendant laguerre de Sécession

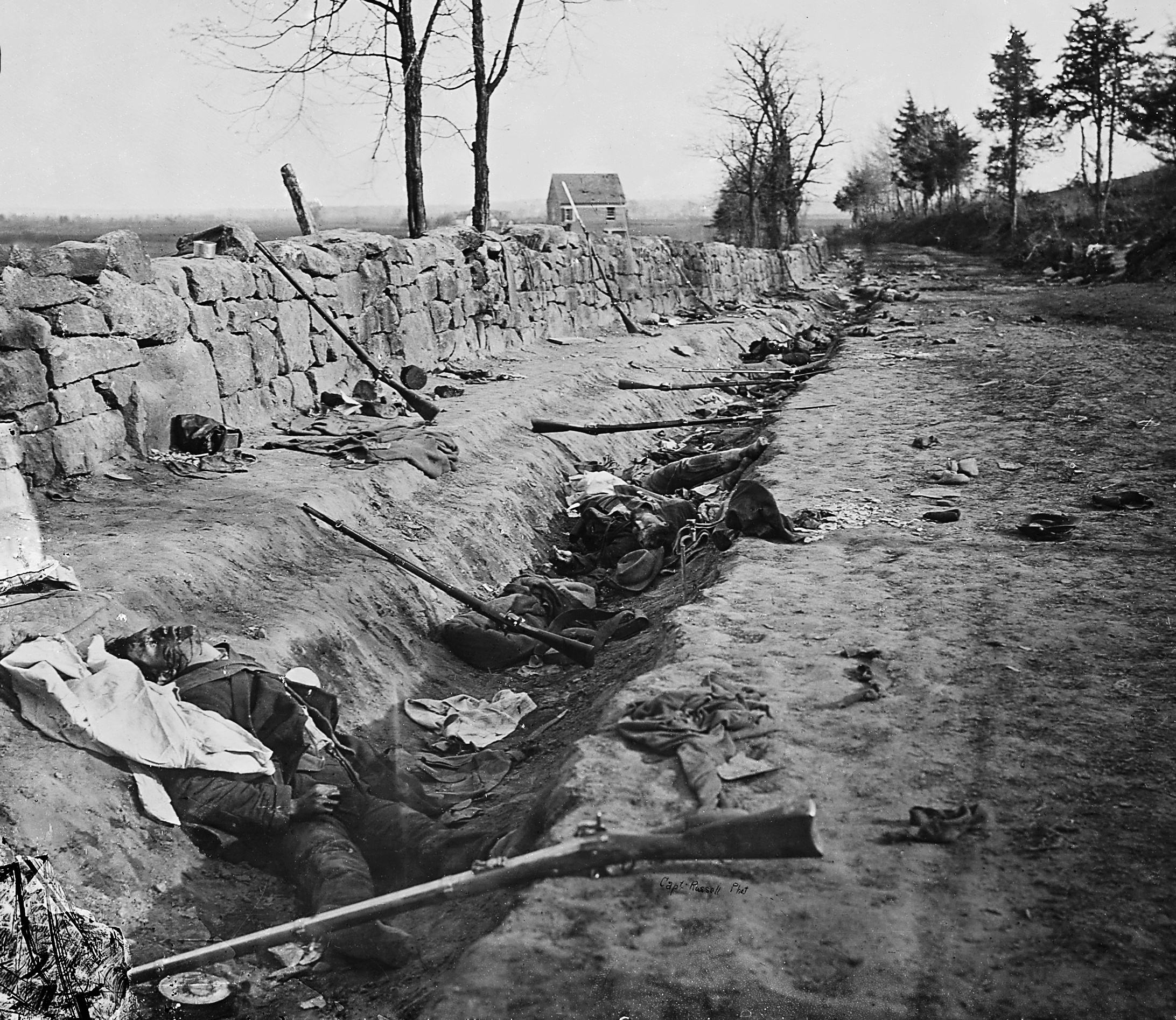
Après la bataille de Fredericksburg (décembre 1862), morts derrière le mur de Marye's Height, près de leurs fusils Enfield P53.

Pendant cette guerre, le fusil Enfield P. 1853, acheté en grand nombre par les 2 belligérants et utilisé aussi bien par le Nord que par le Sud, fut le second fusil militaire le plus répandu après le fusil Springfield Model 1861, et avant le fusil Lorenz.
La Confédération importa ses fusils de Grande-Bretagne, d'abord de source gouvernementale - puis grâce à des intermédiaires ou des forceur de blocus lorsque le gouvernement britannique décida de ne plus aider officiellement le Sud.
Plus de 900 000 fusils Enfield P53 entrèrent ainsi en Amérique du Nord, et furent utilisés dans tous les combats majeurs, de la bataille de Shiloh (avril 1862) et du siège de Vicksburg (mai 1863), jusqu'aux batailles finales de 1865.
À la mi-mai 1863, Arthur Fremantle, jeune officier britannique en visite d'études dans le Sud est immobilisé sur un vapeur à aubes : il cherche à atteindre Natchez, mais les canonnières unionistes patrouillent la Washita. Les autres voyageurs veulent se préparer à la bataille : il y a quelques fusils Enfield à bord. Fremantle, pragmatique, leur déconseille de tenter l'expérience…

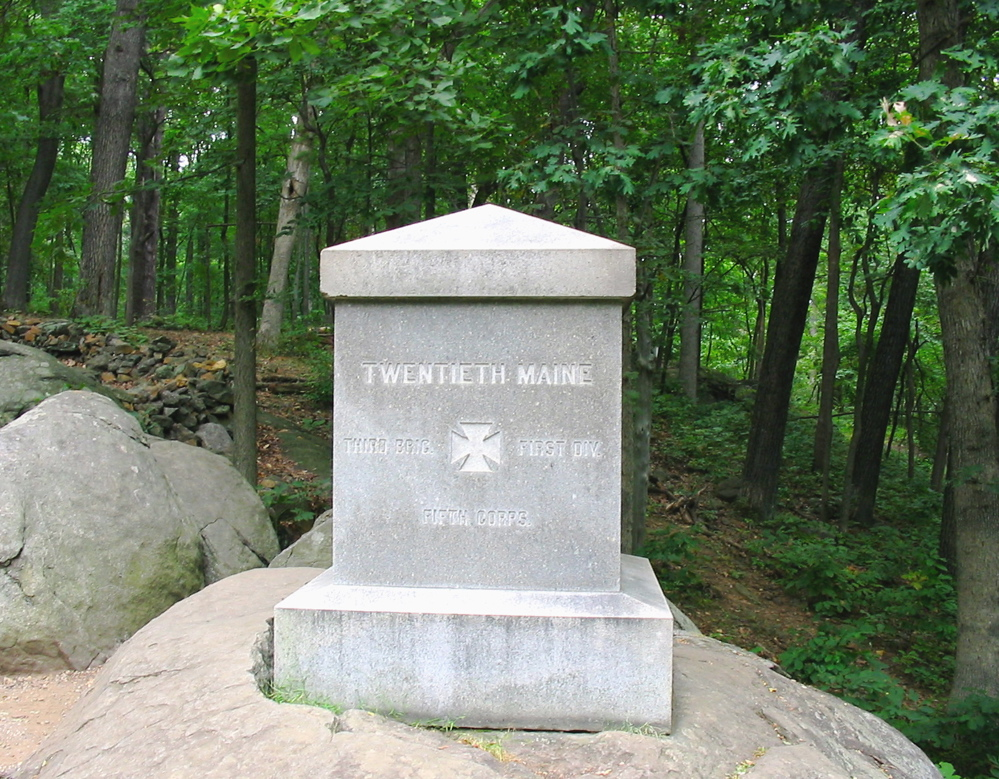
2 juillet 1863, second jour de la bataille de Gettysburg. Les boulets de granit et les murets de pierre sèche de l'éminence appelée Little Round Top (au sud-ouest du village de Gettysburg, Pennsylvanie) ont vu les soldats unionistes du 20th Maine Volunteer Infantry Regiment, après 2 h. de tir ininterrompu, mettre la baïonnette au canon de leur Enfield P53 et charger victorieusement les sudistes du Alabama qui se reformaient en contrebas pour monter une 3e fois à l'assaut. L'échec des sudistes à Little Round Top a été analysé comme un des facteurs qui ont entraîné leur défaite à Gettysburg…

Lors du 2e jour de la bataille de Gettysburg, le 2 juillet 1863, le 20th Maine Volunteer Infantry, régiment unioniste conduit par le colonel Joshua Lawrence Chamberlain, chargea à la baïonnette les Confédérés qui se préparaient à attaquer pour la 3e fois Little Round Top et les repoussa, faisant même 400 prisonniers. Chamberlain rédigea ainsi son rapport : « Nous avons employé les intervalles de la lutte à évacuer nos blessés (et aussi ceux de l'ennemi), à ramasser les munitions dans les cartouchières des blessés (amis ou ennemis), et même à nous procurer de meilleurs mousquets que les Enfield, car nous avons trouvé qu'ils ne tenaient pas le coup ».
Pour les Confédérés, au contraire (et en particulier le général Josiah Gorgas, chargé de leur armement) le P.53 était « le meilleur fusil du monde » et n'était dépassé en précision que par un autre produit anglais, le fusil Whitworth
En octobre 1864, le premier régiment de cavalerie des USCT (United States Colored Troops) , le 5e United States Colored Cavalry, est formé dans l'urgence et, faute de mieux, on arme les soldats noirs avec des fusils Enfield, qui sont très peu adaptés au maniement par des cavaliers : longs et lourds, ils ne peuvent de plus pas être rechargés par un homme à cheval. Le premier engagement des cavaliers noirs réguliers des USA est en fait un combat de fantassins : la première bataille de Saltville (2 octobre 1863) les verra charger à pied dans une pente abrupte, baïonnette au canon, et l'Enfield leur fut alors certainement aussi utile que les Spencer dont leurs collègues des corps de cavalerie blanche US étaient armés.

## Versions courtes du P.53

### Le fusil court P.56
Dénommé également sergeant's rifle, ou two bands rifle (« fusil à 2 grenadières », par opposition au fusil long P.53 qui en comporte 3) le fusil court P.56 a un canon de 33 inches au lieu de 39 pour le fusil d'infanterie. Il est délivré à tous les sergents des régiments de ligne, à la Rifle Brigade et au 60th Regiment, aux Cape Mounted Rifles et aux Royal Canadian Rifles.

### Le mousquetonEnfield P.1861

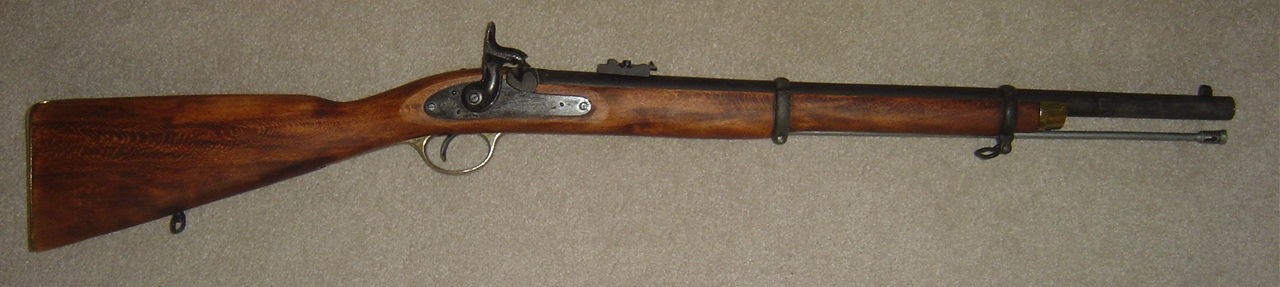
Le musketoon Enfield P61

Cette arme est une version courte (musketoon) du Enfield P.53, destinée à la cavalerie. Le canon est plus épais, et les rayures à profondeur décroissante ont un pas plus serré (1/48 au lieu de 1/78) que sur les versions P.53 et P.56, afin de récupérer la précision que le raccourcissement lui a fait perdre. Plus maniable (car plus court et plus léger) et cependant très précis, le P.61 était très recherché chez les Confédérés, et donné de préférence aux tireurs d'élite.
À noter que le fusil d'infanterie yankee, le fusil Springfield Model 1861, n'a pas comporté de version courte : les cavaliers nordistes ont été assez rapidement équipés de la Spencer (arme) courte à répétition. Par ailleurs Arthur Fremantle et Heros von Borcke ont tous deux noté que les cavaliers confédérés avaient plus souvent un solide fusil de chasse (à deux coups et de gros calibre) qu'un mousqueton.

## AuJapon, pendant laguerre de Boshin
Les combattants de cette guerre civile (1868-1869) utilisèrent (parmi de nombreux modèles de fusils plus ou moins modernes que les puissances proposaient) quelques Enfield P53.

## De nos jours

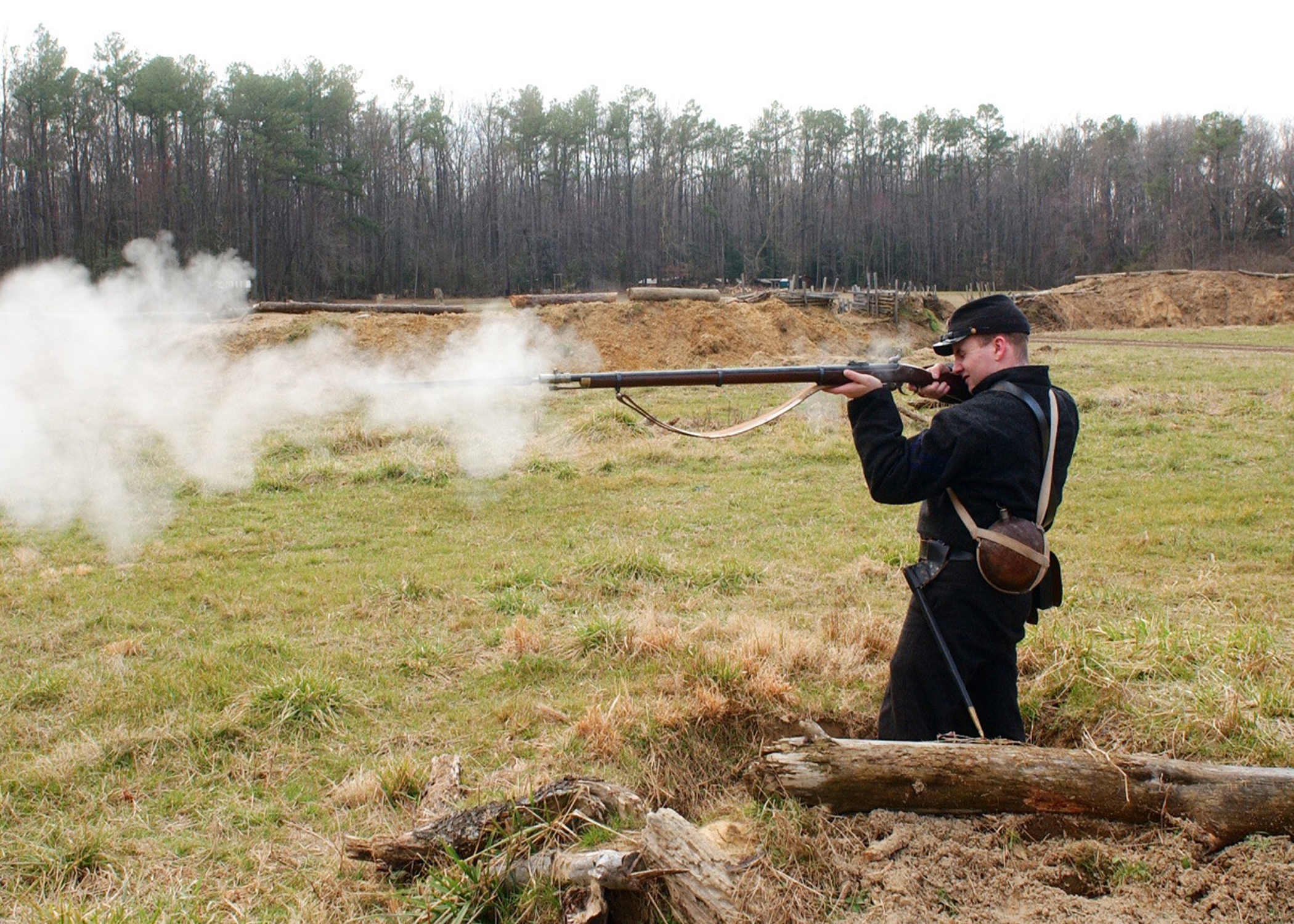
Un jeune reenactor contemporain tirant avec son Enfield P53 en 2003. Noter la fumée sortant du canon et celle issue de la cheminée de percussion. On comprend que Arthur Fremantle, ainsi que d'autres témoins de la bataille de Gettysburg, aient décrit la prairie où les 12000 soldats de la charge de Pickett avançaient comme une nappe de fumée impénétrable, d'autant qu'une préparation d'artillerie sans précédent venait d'avoir lieu

Le fusil Enfield Pattern 1853 est très recherché par les collectionneurs, tireurs à la poudre noire et reenactors : il est précis, solide, fiable.
Des bonnes reproductions du Springfield P.53 ont été fabriquées par la firme Parker-Hale, et le sont encore par les armureries italiennes Euroarms et Armi Chiappa (Armi Sport).
En 2003, un entrepôt d'armes anciennes aurait été mis au jour dans l'arsenal royal de Kathmandou, et de nombreux fusils de type Enfield P 53 (de fabrication locale ?) ont été mis en vente…

## Sources
- (en) Cet article est partiellement ou en totalité issu de l’article de Wikipédia en anglais intitulé « Pattern 1853 Enfield » (voir la liste des auteurs).